# Yasemin Şamdereli

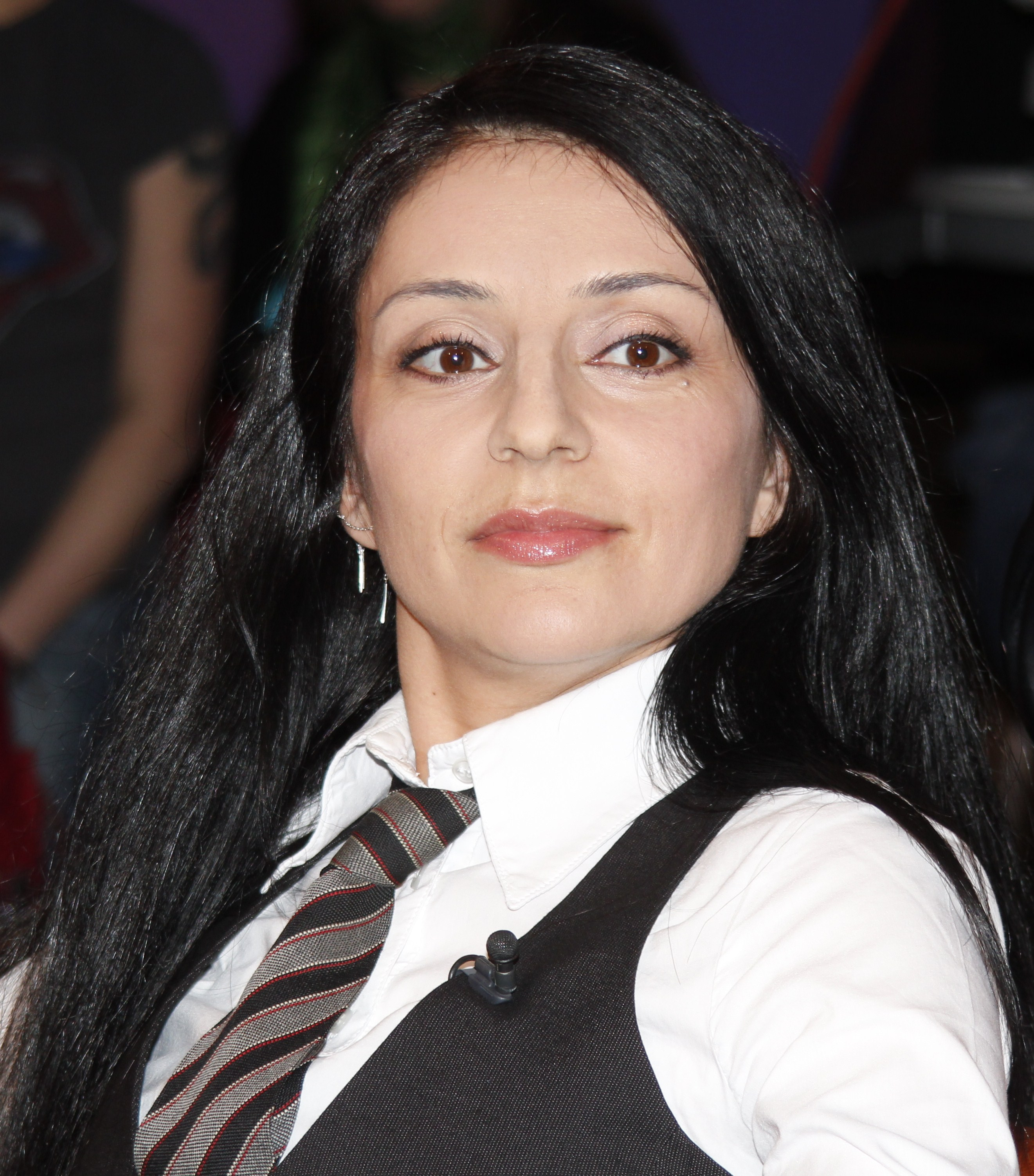
Yasemin Şamdereli in der NDR Talk Show

Yasemin Şamdereli (* 15. Juli 1973 in Dortmund) ist eine deutsche Filmregisseurin und Drehbuchautorin.

## Leben
Yasemin Şamdereli absolvierte ein Studium an der Hochschule für Fernsehen und Film München. Ab 1993 arbeitete sie als Regieassistentin, Drehbuchautorin und Regisseurin und war von 1994 bis 1998 freie Mitarbeiterin der Bavaria Film für das medienpädagogische Projekt Das filmende Klassenzimmer. Ein erster filmischer Erfolg war die Aufnahme eines frühen Kurzfilms der Filmemacherin in die Kurzfilmkompilation Kreuz und quer (1996), an welcher auch der Kameramann Michael Ballhaus mitwirkte. Erste internationale Erfahrung sammelte Şamdereli dann 1997 als Produktionsassistentin bei Jackie Chan (Who am I?). Ab 1999 arbeitete die Filmregisseurin zudem für verschiedene Medien-AGs als freie Lektorin. In diesem Jahr kam auch ihr vielbeachteter Kurzfilm Kismet heraus, der auf renommierten Filmfestivals gezeigt wurde, unter anderem beim Filmfestival Max Ophüls Preis. 
2002 drehte Şamdereli, nach einem Drehbuch, das sie gemeinsam mit ihrer Schwester Nesrin Şamdereli selbst verfasst hat, für ProSieben die Multi-Kulti-Liebeskomödie Alles getürkt! mit Bürger Lars Dietrich, Türkiz Talay und Hilmi Sözer in den Hauptrollen. Bei der Komödie Ich Chef, du nix, die am 20. November 2007 ausgestrahlt wurde, führte sie ebenfalls Regie. Für die ARD verfasste sie das Drehbuch zu einer Folge der preisgekrönten TV-Serie Türkisch für Anfänger (2006). 
Ende 2009 drehte Yasemin Şamdereli ihren ersten abendfüllenden Kinospielfilm Almanya – Willkommen in Deutschland, für den sie erneut gemeinsam mit ihrer Schwester Nesrin Şamdereli das Drehbuch schrieb. Seine Premiere feierte der Film auf der Berlinale 2011, wo er im Wettbewerbsprogramm außer Konkurrenz lief. Der Kinostart der Komödie, die sich um Identitätsfragen einer türkischen Familie in Deutschland dreht und dabei auch die Geschichte der Gastarbeiter in Deutschland erzählt, war am 10. März 2011. Im selben Jahr wurde Almanya – Willkommen in Deutschland mit dem Deutschen Filmpreis für das beste Drehbuch in Gold und dem Filmpreis in Silber in der Kategorie Bester Film ausgezeichnet.
Einen seltenen Auftritt als Darstellerin vor der Kamera hatte Şamdereli in Delicious (2004), einem Kurzfilm ihrer Schwester Nesrin.
Im Juni 2024 folgt die Weltpremiere ihres Spielfilms Samia im Wettbewerb des Tribeca Film Festival, der die Geschichte der somalischen Leichtathletin Samia Yusuf Omar erzählt.
Şamderelis Eltern entstammen alevitisch-zazaischen Familien aus den Provinzen Tunceli und Erzincan in der Türkei.

## Filmografie als Regisseurin
- 1994: Schlüssellöcher (Kurzfilm)
- 1995: Lieber Gott (Kurzfilm)
- 1996: Lachnummern (Kurzfilm)
- 1999: Kismet (Kurzspielfilm)
- 2003: Alles getürkt! (Fernsehfilm)
- 2004: Sextasy (Kurzfilm)
- 2007: Ich Chef, du nix (Fernsehfilm)
- 2011: Almanya – Willkommen in Deutschland (Kinofilm)
- 2018: Die Nacht der Nächte (Dokumentarfilm)
- 2023: Barfuß durch Australien (Fernsehfilm unter Pseudonym[4])
- 2024: Samia

## Auszeichnungen
- 2000: Short Tiger (Kurzfilmpreis der Filmförderungsanstalt) für Kismet[5]
- 2011: Deutscher Filmpreis in der Kategorie Bestes Drehbuch für Almanya – Willkommen in Deutschland
- 2011: Bernhard Wicki Filmpreis – Die Brücke – Der Friedenspreis des Deutschen Films, Nachwuchspreis für Almanya – Willkommen in Deutschland
- 2011: Preis der deutschen Filmkritik in den Kategorien Spielfilmdebüt und Drehbuch für Almanya – Willkommen in Deutschland
- 2018: Bayerischer Filmpreis 2017 in der Kategorie „Dokumentarfilm“ zusammen mit Nesrin Şamdereli für Die Nacht der Nächte[6]